# ホシ伊藤
ホシ伊藤株式会社は、北海道札幌市中央区南8条西14丁目3-15に本社を置き、主として医薬品の卸売を行っていた会社である。1999年に株式会社バレオと合併、株式会社ほくやくとなる。1998年では道内売上卸「秋山愛生舘」「モロオ」に次いで3位であった。

## 沿革
- 1921年7月 - 伊藤経作が北海道中川郡本別町において伊藤薬局を創業（ホシ伊藤の前身）。
- 1924年12月 - 株式会社星製薬の特約店として「星製薬十勝配給所」を帯広に移転・開業。
- 1926年6月 - 星製薬十勝配給所の閉鎖に伴い、帯広市西2条南8で「ホシ薬局」を開業。
- 1933年5月 - ホシ伊藤合名会社を創立。
- 1943年6月 - ホシ伊藤商店に商号変更。
- 1948年
  - 6月 - ホシ伊藤商店株式会社に改組。本社を帯広市西2条南9に置く。
  - 12月 - 札幌出張所（札幌市）、東京出張所（東京都台頭区）をそれぞれ開設。
- 1951年5月 - 釧路出張所を開設。
- 1955年3月 - 北見支店を開設。
- 1961年5月 - ホシ伊藤株式会社に商号変更、本社を札幌市中央区北1条西3に移転し、帯広の旧本社は帯広支店とする。
- 1962年2月 - 函館の函館薬品を吸収合併（2年後の1964年5月、函館支店として開設）。
- 1964年5月 - 伊藤太郎が社長に就任。
- 1967年
  - 4月 - 旭川支店を開設。
  - 9月 - 札幌の本社を新築し、札幌市中央区南8条西14丁目に移転。
- 1971年 - この年、小売部門を分離独立させ、別会社「ホシ薬局」を設立。
- 1977年
  - 7月 - 秋山愛生舘と共同出資し、医薬品卸売業情報処理専門会社テイ･エス･エス北海道を設立。
  - 10月 - 株式会社帯広調剤センターと業務提携。
- 1978年6月 - 三興薬品株式会社と業務提携。
- 1982年3月 - 日本IBMと販売代理店契約締結、病院対象のコンピュータ機器販売を開始。
- 1985年3月 - 東邦薬品株式会社・九宏薬品株式会社と共同で株式会社ティ・エイチ・ケーを設立。
- 1987年6月 - 「JD-NET」加盟。
- 1988年6月 - 「JD-NET」稼動。
- 1989年
  - 2月 - 青森県十和田市の村木薬品株式会社と提携。
  - 11月 - 札幌証券取引所に上場。
- 1994年9月 - 伊藤医薬学術交流財団を設立。
- 1996年11月 - 日本商事株式会社と共同出資し、株式会社メディカルニッセイの設立を発表。
- 1999年4月 - 株式会社バレオと合併し、株式会社ほくやく設立。

## 大株主
- 田辺製薬（562,600株）
- 藤沢薬品工業（33,000株）
- 塩野義製薬（30,000株）
- 武田薬品工業（30,000株）

## 営業所
- 札幌市・帯広市・釧路市・北見市・函館市・旭川市・砂川市・室蘭市・苫小牧市・岩見沢市・小樽市・千歳市・根室市・留萌市・稚内市・八雲町・静内町・網走市

## 主な取引メーカー
- 藤沢薬品工業
- 田辺製薬
- エーザイ
- 山之内製薬
- 日本ケミファ
- 塩野義製薬
- 東京田辺
- 第一製薬
- 明治製菓

## バレオとホシ伊藤との合併
1990年代後半以降、北海道では、1996年秋に当時の売上高で全国2位であったクラヤ薬品が進出、1998年4月には全国最大手「スズケン」が当時北海道最大手であった「秋山愛生舘」を吸収合併するなど、再編が加速度的に進行していた。
この合併は、全国規模卸への再編の序章と言われたが、道内においても再編の動きを後押しする事になった。各社の経営強化・生き残りへの戦略が、この再編の流れをつくったそもそもの動因であった。ホシ伊藤会長の伊藤太郎とバレオの副会長・國本和郎は、同じ薬剤師出身でコンピューター導入に熱心であり、経営管理に明るかったこともあり、お互いに共通する点が多く、長く親交があった。ホシ伊藤とバレオの合併協議は、このような信頼関係のもとで始まった。
バレオとの合併により、年間売上高は約1,400億円と、道内最大手のモロオ（札幌市）を大きく上回るが、単に規模の拡大や経営の安定を目指したものではない。医療制度改革と卸の再編が進むなか、北海道の医薬品卸はどうあるべきか、地域社会の中での存在理由は何か、という問いかけへのひとつの答えであり挑戦でもあった。
1998年8月には両社は合併の覚書に調印した。翌1998年4月、株式会社ほくやくがスタートした。ホシ伊藤社長の伊藤寛志が会長、バレオ社長の眞鍋雅昭が社長に就任した。

## 備考
- 1915年帯広の眞鍋若松堂に丁稚として入った「伊藤経作」は、1921年7月10日、本別で「伊藤薬局」を創業した。
- 星製薬の北海道十勝地方の販売会社として、本別の「伊藤薬局」からの転進を図った。その「星製薬十勝配給所」が発足後、半年で星製薬のモルヒネ原料の払い下げに絡んで法を犯したとの疑惑が持ち上がり、地方販売会社に商品が送られてこなくなったため、星製薬十勝配給所は閉鎖となった。その後「伊藤経作」は1927年6月帯広に（名）ホシ薬局を設立。個人経営の卸小売店として出直し、一般医薬品・家庭薬・動物薬・医療機器などを取り扱った。
- 第一次世界大戦後まもなく、北海道地区の医薬品中央販売者に指定され、1933年5月「合名会社ホシ伊藤」を創立。1943年には商号を「合名会社ホシ伊藤商店」に変更し、その後、株式会社に改組。薬品問屋として本格的に発展を始めた。半年後には「札幌出張所」を開設を足がかりに各地に出先機関を設置していく。
- 1964年、函館市の「ホシ函薬株式会社」と合併し経営安定を図る一方、1968年の室蘭営業所に続き苫小牧・岩見沢・小樽にも営業所を開設し、その後1974年釧路より立て続けに北海道各地に営業所を開設した。
- 1977年、経営の効率化の為にコンピューターを導入。
- 1982年3月、日本IBMと販売代理店契約を結び、病院関係を対象としたコンピューター機器の販売を開始する。
- 帯広市にホシ薬局・帯広店（小売部門）1932年に創業。「ホシ薬局」卸部門を分離独立し薬卸問屋「ホシ伊藤」を設立1971年に別会社として発足。
- 帯広と音更に3店舗を所有する「ホシ薬局」（北海道帯広市。代表取締役社長　伊藤寛志（元・杏林大学医学部教授））は、「ツルハ」（北海道札幌市）に譲渡し小売部門廃止。
- 「ホシビル」を運営する「伊藤合名会社」（代表取締役社長　田邊愛子）は存続。
- 1994年9月21日、北海道知事許可に基づき「財団法人 伊藤医薬学術交流財団」を設立。現在も存続している。
- 1990年代後半頃まで、札幌圏を中心に生鮮食品スーパー ホシチェーンストアを運営していた。2020年現在も一部で当時の店舗跡がそのまま残っている。

## 関係会社
- ホシ伊藤商事
- TSS北海道
- 帯広調剤センター
- 北海道生薬公社
- 三興薬品
- 村木薬品
- 北海道薬品